# Stripped (canção)
"Stripped" é uma canção da banda inglesa Depeche Mode. Foi lançado em 10 de fevereiro de 1986 como o primeiro single do álbum Black Celebration, e o décimo terceiro single consecutivo total e sexto da banda a bater no Top 20 do Reino Unido, chegando na posição #15.
A gravadora americana Sire Records, contudo, decidiu usar o lado B "But Not Tonight" na trilha sonora do filme Modern Girls e incluíram a canção na edição americana do Black Celebration. Por conseguinte, o single foi lançado como "But Not Tonight" nos Estados Unidos. O single não traçou um gráfico. A banda não ficou feliz com esta decisão, vendo "But Not Tonight" como uma canção pop inútil gravada a menos de um dia.
Outros dois lados b são "Breathing in Fumes" e "Black Day". "Breathing in Fumes" é uma nova canção usando samples de "Stripped", mixado pela banda e Thomas Stiehler. "Black Day" é um acústico, uma versão alternativa de "Black Celebration" cantada por Martin Gore, e é co-escrito por ele, Alan Wilder, e o produtor Daniel Miller - a única canção do Depeche Mode onde Miller recebe um crédito de composição.
A "Highland Mix" de "Stripped" foi remixada por Mark Ellis (conhecido como Flood), quem no futuro produziria os dois álbuns da banda, Violator e Songs of Faith and Devotion. A edição britânica do CD de Black Celebration incluem um extended remix de "But Not Tonight" junto com "Black Day", e  "Breathing in Fumes" como faixa bônus.

## Composição
"Stripped" é bem conhecido pelo seu uso inovador de sampling. O início é um som alterado e baixo reduzido a velocidade de uma gerência de motor de motocicleta, enquanto a melodia principal inicia com o começo de ignição de um carro, e os sons de usos de fim de fogos de artifício.

## Lançamento

### Video musical
O videoclipe de "Stripped" foi o último da banda a ser dirigido por Peter Care e foi filmado do lado de fora dos Estúdios Hansa. O videoclipe "But Not Tonight" foi dirigido por Tamra Davis e está disponível em múltiplas versões.

## Faixas de "Stripped"
7": Mute / Bong10 (GBR)
1. "Stripped" – 3:47
2. "But Not Tonight" – 4:15

12": Mute / 12Bong10 (GBR)
1. "Stripped (Highland Mix)" – 6:40
2. "But Not Tonight (Extended Remix)" – 5:11
3. "Breathing in Fumes" – 6:04
4. "Fly on the Windscreen (Quiet Mix)" – 4:23
5. "Black Day" – 2:34

CD: Mute / CDBong10 (GBR)
1. "Stripped" – 3:53
2. "But Not Tonight" – 4:17
3. "Stripped (Highland Mix)" – 6:42
4. "But Not Tonight (Extended Remix)" – 5:14
5. "Breathing in Fumes" – 6:06
6. "Fly on the Windscreen (Quiet Mix)" – 4:25
7. "Black Day" – 2:37

- O CD single foi lançado em 1991 como parte da compilação singles box set.

CD: Intercord / INT 826.835 (Alemanha)
1. "Stripped (Highland Mix)" – 6:40
2. "But Not Tonight (Extended Remix)" – 5:11
3. "Breathing in Fumes" – 6:04
4. "Fly on the Windscreen (Quiet Mix)" – 4:23
5. "Black Day" – 2:34

## Faixas de "But Not Tonight"
7": Sire / 7-28564 (EUA)
1. "But Not Tonight" A – 3:54
2. "Stripped" – 3:59

12": Sire / 0-20578 (EUA)
1. "But Not Tonight (Extended Mix)" A – 6:17
2. "Breathing in Fumes" – 6:04
3. "Stripped (Highland Mix)" – 6:41
4. "Black Day" – 2:35

A As versões 7" e 12"  nos EUA de "But Not Tonight" são diferentes do que usado nos singles britânicos - eles foram remixados por Robert Margouleff. O 12" apareceu depois no quarto disco raro da compilação de remixes da banda, Remixes 81-04, como Margouleff Dance Mix.

## Desempenho nas paradas
| País          | Posição mais alta |
| ------------- | ----------------- |
| Alemanha      | 4                 |
| Suíça         | 8                 |
| Suécia        | 9                 |
| Reino Unido   | 15                |
| Nova Zelândia | 41                |

## Versão de Rammstein
Stripped é o sétimo single da banda alemã Rammstein, lançado em 27 de julho de 1998. É um cover da música do Depeche Mode. A música foi originalmente lançada no álbum For the Masses, um tributo ao Depeche Mode. Mas posteriormente foi lançada nas versões americana e canadense do álbum Sehnsucht. É a primeira música inteiramente em inglês do Rammstein.

### Faixas
| N.º            | Título                                                                 | Duração |  |
| 1.             | "Stripped"                                                             | 4:25    |  |
| 2.             | "Stripped" (Psilonaut Mix por Johan Edlund - Tiamat)                   | 4:28    |  |
| 3.             | "Stripped" (Heavy Mental Mix por Charlie Clouser)                      | 5:12    |  |
| 4.             | "Stripped" (Tribute to Düsseldorf Mix por Charlie Clouser)             | 5:10    |  |
| 5.             | "Stripped" (FKK Mix por Günter Schulz - KMFDM)                         | 4:35    |  |
| 6.             | "Wollt ihr das Bett in Flammen sehen" (Video - Live Arena, Berlin '96) | 5:01    |  |
| Duração total: | Duração total:                                                         | 28:23   |  |

### Posição nas paradas
| Paradas (1998)                        | Melhor posição |
| ------------------------------------- | -------------- |
| Áustria (Ö3 Austria Top 75)           | 27             |
| Alemanha (Offizielle Deutsche Charts) | 14             |
| Suíça (Schweizer Hitparade)           | 42             |